# تطور عملية التركيب الضوئي
يشير تطور عملية التركيب الضوئي إلى الأصل والتطور اللاحق لعملية التركيب الضوئي، وهي العملية التي تصطنع بها الطاقة الضوئية السكريات انطلاقًا من ثنائي أكسيد الكربون والماء وتطلق الأكسجين. اكتُشفت عملية التركيب الضوئي بواسطة يان إنجنهاوس، وهو طبيب وعالم بريطاني هولندي المولد، نشر عنها لأول مرة في عام 1779.
يُحتمل أن تكون أولى كائنات التركيب الضوئي قد تطورت في وقت مبكر من التاريخ التطوري للحياة، واستخدمت غالبًا عوامل مختزلة مثل الهيدروجين أو الإلكترونات، بدلًا من الماء. توجد ثلاثة مسارات استقلابية رئيسية يحدث من خلالها التركيب الضوئي: التركيب الضوئي ثلاثي الكربون C3، والتركيب الضوئي رباعي الكربون C4، والأيض حامض المخلدات CAM. يعد التركيب الضوئي C3 أقدم وأشهر الأشكال. C3 هو نبات يستخدم حلقة كالفن في الخطوات الأولية التي تدمج ثاني أكسيد الكربون في المواد العضوية. C4 هو نبات يستهل حلقة كالفين بتفاعلات تدمج ثاني أكسيد الكربون مع مركبات مكونة من أربع ذرات كربون. CAM هو نبات يستخدم الأيض حامض المخلدات، وهو أحد عمليات التكيف للتركيب الضوئي في الظروف القحولة. تتمتع نباتات C4 وCAM بعمليات تكيف خاصة تحفظ المياه.

## الأصل
تطورت القدرة البيوكيميائية على استخدام الماء مصدرًا للإلكترونات في عملية التركيب الضوئي في سلف مشترك من البكتيريا الزرقاء الموجودة. يشير السجل الجيولوجي إلى أن هذا الحدث التحويلي حدث في وقت مبكر من تاريخ الأرض، قبل 2450-2320 مليون سنة على الأقل، ويُتوقع أنه حدث قبل ذلك بكثير. تشير الأدلة المتاحة من الدراسات الجيولوجية لصخور الدهر السحيق الرسوبية (> 2500 مليون سنة) إلى أن الحياة كانت موجودة منذ 3500 مليون سنة، لكن يبقى السؤال عن تاريخ تطور التركيب الضوئي الأكسجينى بلا إجابة. سلط علم الأحياء القديمة الضوء على تطور البكتيريا الزرقاء بشكل واضح منذ نحو 2000 مليون سنة، وكشف عن وجود كائنات حية خضراء مزرقة متنوعة. بقيت البكتيريا الزرقاء ذاتية التغذية طوال دهر الطلائع (2500-543 مليون سنة)، ويعود ذلك جزئيًا إلى أن وسط تفاعلات الأكسدة والاختزال في المحيطات فضل كائنات التغذية الضوئية القادرة على تثبيت النيتروجين. انضمت الطحالب الخضراء إلى البكتيريا الخضراء المزرقة ككائنات ذاتية التغذية رئيسية على الرفوف القارية قرب نهاية دهر الطلائع، لكن فقط مع الإشعاعات الصادرة في حقبة الحياة الوسطى (251-65 مليون سنة) عن السوطيات الدوارة والبذيرات الجيرية والدياتومات، اتخذ الإنتاج الأولي في مياه الرفوف القارية شكله الحديث. بقيت البكتيريا الزرقاء ذاتية التغذية هامة للنظم البيئية البحرية في الدوامات المحيطية، ولكونها عوامل مثبتة للنيتروجين البيولوجي، وصانعات الطحالب البحرية في شكلها المعدل.
يُعتقد أن أنظمة التركيب الضوئي المبكرة، كتلك الموجودة في البكتيريا الكبريتية الخضراء والأرجوانية والبكتيريا غير الكبريتية الخضراء والأرجوانية، كانت لا أكسجينية، واستخدمت جزيئات مختلفة كمانحة للإلكترونات. يُعتقد أن البكتيريا الكبريتية الخضراء والأرجوانية استخدمت جزيئات الهيدروجين والكبريت كمانحة للإلكترونات. استخدمت البكتيريا غير الكبريتية الخضراء العديد من الأحماض الأمينية والأحماض العضوية الأخرى. بينما استخدمت البكتيريا غير الكبريتية الأرجوانية مجموعة متنوعة من الجزيئات العضوية غير المحددة.
عُثر على سجلات لمستحاثات اعتُقد أنها كائنات حية ضوئية خيطية عمرها 3.4 مليار سنة. تشير الدراسات الأحدث، التي أُبلغ عنها في مارس 2018، إلى أن عملية التركيب الضوئي ربما تكون قد بدأت منذ نحو 3.4 مليار سنة.
المصدر الرئيسي للأكسجين في الغلاف الجوي هو التركيب الضوئي الأكسجيني، ويشار أحيانًا إلى ظهوره الأول باسم حدث الأكسدة الكبير. تشير الدلائل الجيولوجية إلى أن التركيب الضوئي الأكسجيني، كالذي تقوم به البكتيريا الزرقاء، أصبح مهمًا خلال حقبة الطلائع القديمة منذ نحو ملياري سنة. يكون التركيب الضوئي الحديث في النباتات ومعظم بدائيات النوى الضوئية أكسجيني. يستخدم التركيب الضوئي الأكسجيني الماء كمانح للإلكترون، والذي يتأكسد إلى الأكسجين الجزيئي (O2) في مركز تفاعل التركيب الضوئي.

## التكافل وأصل البلاستيدات الخضراء
شكلت عدة مجموعات من الحيوانات علاقات تكافلية مع الطحالب الضوئية. تكون هذه العلاقات أكثر شيوعًا بين الشعب المرجانية والإسفنجيات وشقائق النعمان البحرية. قد يرجع ذلك إلى تكوين الجسم الأساسي البسيط بشكل خاص والمساحات السطحية الكبيرة لهذه الحيوانات مقارنة بأحجامها. بالإضافة إلى ذلك، تحافظ بعض الرخويات البحرية، مثل إليزيا فيريديس وإليزيا كلوروتيكا، أيضًا على علاقة تكافلية مع البلاستيدات الخضراء التي تلتقطها من الطحالب ضمن نظامها الغذائي ثم تخزنها في أجسامها. يسمح ذلك للرخويات بالبقاء على قيد الحياة معتمدةً فقط على التركيب الضوئي لعدة أشهر. انتقلت بعض الجينات من نواة الخلية النباتية إلى البزاقات، بهدف تزويد البلاستيدات الخضراء بالبروتينات التي تحتاجها للبقاء على قيد الحياة.
قد يفسر شكل أقرب من التكافل أصل البلاستيدات الخضراء. توجد أوجه تشابه عديدة بين البلاستيدات الخضراء والبكتيريا الضوئية، بما في ذلك احتوائها على كروموسوم دائري، وريبوسومات بدائية النواة، وبروتينات مماثلة في مركز تفاعل التركيب الضوئي. تقترح نظرية النشوء التعايشي أن الخلايا حقيقية النوى المبكرة حصلت على البكتيريا الضوئية (بواسطة الإدخال الخلوي) لتشكيل الخلايا النباتية الأولى. لذلك، قد تكون البلاستيدات الخضراء عبارة عن بكتيريا ضوئية تكيفت للحياة داخل الخلايا النباتية. مثل الميتوكوندريا، تحافظ البلاستيدات الخضراء على الحمض النووي الخاص بها، منفصلةً عن الحمض النووي للخلايا المضيفة للنبات وتشبه الجينات في الحمض النووي للبلاستيدات الخضراء تلك الموجودة في البكتيريا الزرقاء. يرمز الحمض النووي في البلاستيدات الخضراء لبروتينات الأكسدة والاختزال مثل مركز تفاعل التركيب الضوئي. تقترح فرضية CoRR أن هذا الموقع المشترك ضروري لتنظيم الأكسدة والاختزال.

## تطور مسارات التركيب الضوئي
عملية التركيب الضوئي ليست ببساطة إضافة الماء إلى ثاني أكسيد الكربون لإنتاج السكريات والأكسجين. تتضمن مسار كيميائي معقد، تسهله مجموعة من الإنزيمات والإنزيمات المساعدة. يعد إنزيم روبيسكو مسؤولًا عن «تثبيت» ثاني أكسيد الكربون –أي أنه يربطه بجزيء كربوني لتكوين السكر، والذي يمكن أن يستخدمه النبات، ويطلق جزيء الأكسجين على طول التفاعل. رغم ذلك، يعد الإنزيم ضعيف الكفاءة، إذ يعمل بنفس الفعالية أيضًا على تثبيت الأكسجين بدلًا من ثاني أكسيد الكربون في عملية تسمى التنفس ضوئي الإحداث. تستهلك هذه العملية الطاقة بشدة إذ يتعين على النبات استخدام الطاقة لتحويل منتجات التنفس ضوئي الإحداث مرة أخرى إلى شكل يمكنه التفاعل مع ثاني أكسيد الكربون.